# Gaja Leilani
Gaja Leilani (我謝 レイラニ Gaja Reirani), còn được biết với biệt danh Búp bê Nhật Bản, là một nữ diễn viên truyền hình người Nhật Bản. Vai diễn chính thức đầu tiên của cô là nhân vật Osada Yuka trong bộ phim truyền hình Kamen Rider 555.

## Đời sống
Nguyên tên của cô là Katō Yoshika (加藤 美佳 (Gia Đằng Mỹ Giai)), sinh ngày 12 tháng 2 năm 1985, có bố là người mang hai dòng máu Nhật và Trung Quốc, còn mẹ cô thì mang dòng máu của Nhật Bản và Hawaii. Tháng 7 năm 2008, cô đổi tên thành Gaja Leilani.